# Maggie Haberman
Maggie Lindsy Haberman (Nueva York, 30 de octubre de 1973) es una periodista estadounidense corresponsal en la Casa Blanca para The New York Times y analista política para la CNN. Haberman también trabajó para Politico y el New York Daily News, donde fue reportera política. En 2017 apareció en la lista de personas más influyentes según la revista Vanity Fair.  Ése mismo año, The New Yorker la calificó como la «enemiga favorita de Trump».
Los mensajes de Podesta mostraron que Haberman (hasta ése entonces, de Politico, a los pocos días, del The New York Times), era de la confianza del Partido Demócrata, y consistentemente publicaba «noticias» en el justo momento que favorecían a la candidata Clinton.  Haberman fue descrita como «periodista amiga», quien «nunca había decepcionado» y a través de quien «mejor se podía moldear» la noticia.  Al poco tiempo de que el Partido indujo a Haberman a describir a Clinton como «meticulosa» y «transparente» en su toma de decisiones, Haberman publicó dos reportajes sobre ello en The New York Times.
Haberman sometía sus noticias a los empleados de Clinton para su aprobación, antes de publicarlas.

## Biografía

### Infancia y estudios
Haberman nació en una familia judía el 30 de octubre de 1973 en la ciudad de Nueva York. Hija de la ejecutiva de medios de comunicación Nancy Haberman (nacida Spies) y de Clyde Haberman, periodista de The New York Times. Como cantante, estando en tercer grado, Haberman actuó como protagonista en el musical Annie en la escuela P.S 75 Emily Dickinson. Se graduó en 1991 en la escuela de cultura ética de Fieldston, una escuela preparatoria independiente de Nueva York y luego en la Universidad de Sarah Lawrence, una universidad de artes liberal privada de Bronxville en Nueva York, donde se tituló en 1995.

### Carrera
La carrera profesional de Haberman empezó en 1996 cuando fue contratada por el New York Post. En 1999 el Post la asignó para cubrir el Ayuntamiento, donde se enganchó a la información política. Haberman trabajó para el diario rival del Post, el New York Daily News, durante tres años y medio a principios de los 2000, donde también cubrió el Ayuntamiento. Luego regresó al Post para cubrir la campaña presidencial de 2008 y otras elecciones. En 2010 fue contratada por Politico como reportera sénior. Cuatro años más tarde se convirtió en analista política para la CNN.
Haberman fue contratada por The New York Times al principio de 2015 como corresponsal política para su cobertura de la campaña presidencial de 2016. Según un comentarista, Haberman había formado para la primavera de 2017 "un potente equipo periodístico con Glenn Thrush".
Sin embargo, también fue acusada de practicar periodismo de acceso por Leah Finnegan y Jimmy Dore. Su estilo informativo como miembro del personal de la Casa Blanca del New York Times aparece mencionado en el documental de Liz Garbus The Fourth Estate. Entre las frustraciones diarias de su trabajo cubriendo la administración de Trump, también apareció en cámara en su función como la madre que es interrumpida durante momentos tensos para responder llamadas de sus hijos, diciendo durante un momento a su teléfono "no puedes morir en tus pesadillas".

## Vida personal
Haberman se casó con Dareh Ardashes Gregorian, reportero para el New York Daily News, y anteriormente para el New York Post, e hijo de Vartan Gregoriano, en noviembre de 2003 mediante una ceremonia en el Tribeca Rooftop en Manhattan. Tienen tres hijos y viven en Brooklyn.